# Renata Salecl
Renata Salecl (Slovenj Gradec, 1962) és una filòsofa, sociòloga i teòrica del dret eslovena. És investigadora sènior a la Universitat de Ljubljana i és professora al Birkbeck College. Ha estat professora convidada a la London School of Economics, realitzant conferències sobre el tema de les emocions i el dret. Des del 2012 és professora convidada al Departament de Ciències Socials, Salut i Medicina del King's College de Londres. Ha estat professora visitant a la Universitat Humboldt de Berlín, a la Universitat George Washington i a la Universitat Duke.
Els seus llibres han estat traduïts a quinze idiomes. El 2017, va ser escollida membre de l'Acadèmia de Ciències d'Eslovènia.

## Trajectòria
A la dècada del 1980, Salecl es va associar amb el cercle intel·lectual conegut com Ljubljanska psihoanalitska šola, que combinava l'estudi de la psicoanàlisi lacaniana amb el llegat filosòfic de l'idealisme alemany i la teoria crítica. Més endavant va esdevenir activa en l'oposició socioliberal a la Lliga dels Comunistes d'Eslovènia al govern. A les primeres eleccions presidencials eslovenes l'abril de 1990 es va presentar sense èxit al Parlament eslovè a la llista de l'Aliança de la Joventut Socialista d'Eslovènia-Partit Liberal. Després de 1990 va deixar la política de partits però es va mantenir activa en la vida pública, especialment com a comentarista.
Va estudiar filosofia a la Universitat de Ljubljana, on es va graduar amb una tesi sobre la teoria del poder de Michel Foucault sota la supervisió del filòsof marxista Božidar Debenjak. A partir de 1986, va començar a treballar com a investigadora a l'Institut de Criminologia de la Facultat de Dret de Ljubljana. El 1991, es va doctorar al Departament de Sociologia de la Universitat de Ljubljana sota la supervisió de Drago Braco Rotar. Ha treballat en les teories del càstig i en l'anàlisi de la relació entre la insistència del capitalisme tardà en l'elecció i l'augment dels sentiments d'ansietat i culpa en temes postmoderns.